# 康納·蘭德爾
康納·史蒂芬·蘭德爾（英語：Connor Steven Randall；1995年10月21日—）是一位英格蘭足球運動員。在場上司職右後衛。